# Глобальная энергия
«Глоба́льная эне́ргия» — название международной премии в области энергетики (англ. Global Energy Prize), а также название организации, курирующей рассмотрение кандидатов на данную премию (англ. Global Energy Association).
Премия присуждается ежегодно за выдающиеся исследования и научно-технические разработки, способствующие повышению эффективности и экологической безопасности источников энергии на Земле в интересах всего человечества. Учреждена в 2002 году по инициативе Жореса Алфёрова — нобелевского лауреата по физике.
Награду вручает президент Российской Федерации или лицо, им уполномоченное. Специалистами и прессой она оценивается как «крупнейшая российская» премия и «одна из крупнейших в мире», иногда метафорически называется «русским аналогом Нобелевки». Статус награды подтверждает «Обсерватория академических рейтингов и достижений Международной экспертной группы по рейтингам» (IREG Observatory). Премия «Глобальная энергия» входит в «топ-99» самых престижных международных наград по версии IREG и является единственной наградой из России, вошедшей в этот список.
Оператором премии с 2016 года выступает ассоциация (до 2010 г. — фонд, в 2010—2016 гг. — некоммерческое партнёрство) по развитию международных исследований и проектов в области энергетики «Глобальная энергия» со штаб-квартирой в Москве. Помимо премии «Глобальная энергия», ассоциация занимается поддержкой связанных с энергетикой информационных проектов и конференций, присуждением других наград, программами для молодых учёных и иными вопросами.

## История

### Идея, учредители, спонсоры
Автор идеи — академик РАН, лауреат Нобелевской премии по физике Ж. И. Алфёров, который при учреждении премии стал председателем международного комитета по её присуждению. (Позднее, в апреле 2006 г., Алфёров покинул состав комитета, пресса связывала это с фактом присуждения премии 2005 г. ему самому.)
Изначально учредителями премии выступили ОАО «Газпром», РАО «ЕЭС России» и нефтяная компания «ЮКОС». О начале работы в 2002 году объявил президент РФ Владимир Путин на саммите «Россия-Евросоюз».В 2005 году соучредителем премии также стало ОАО «Сургутнефтегаз». В 2021 году средства для выплаты обеспечивали ПАО «Газпром», «Россети ФСК ЕЭС» и ПАО «Сургутнефтегаз».
Сумма премии варьировалась по годам. По состоянию на 2021 год ежегодная денежная часть премии составляла 39 миллионов российских рублей. Лауреаты награждаются памятной медалью, дипломом и золотым почётным нагрудным знаком.

### Статистика обладателей премии
Первая церемония награждения прошла при участии Путина в июне 2003 года в Петербурге в Константиновском дворце.
Лауреатами тогда стали один российский и два американских учёных: Геннадий Месяц, вице-президент РАН, «за разработку мощной импульсной энергетики и фундаментальные исследования в этой области»; Ник Холоньяк, профессор Иллинойсского университета (США), «за изобретение первого полупроводникового светодиода в видимой области спектра и вклад в создание кремниевой силовой электроники» и Ян Дуглас Смит, старший научный сотрудник компании Titan Sciences Division «за фундаментальные исследования и разработку мощной импульсной энергетики».
С 2003 года лауреатами премии стали 53 ученых из 16 стран: Австралии, Великобритании, Германии, Греции, Дании, Исландии, Италии, Канады, Китая, России, США, Украины, Франции, Швейцарии, Швеции и Японии.

### Номинация и рассмотрение
Выдвигать номинанта на премию могут учёные и/или организации в лице своих представителей, прошедшие верификацию в номинационной онлайн-системе и получившие подтверждение статуса номинирующего. Среди номинирующих — лауреаты Нобелевской премии по физике и химии, лауреаты премий Киото, Макса Планка, Вольфа, Бальцана, премии «Глобальная энергия» прошлых лет.
Для управления процессом рассмотрения претендентов на премию от стадии номинирования до вручения был образован одноимённый фонд, функционировавший до 2010 года. В 2010 году было образовано некоммерческое партнерство по развитию международных исследований и проектов в области энергетики «Глобальная энергия». В октябре 2016 года название организации было изменено на ассоциацию по развитию международных исследований и проектов в области энергетики «Глобальная энергия».

## Деятельность

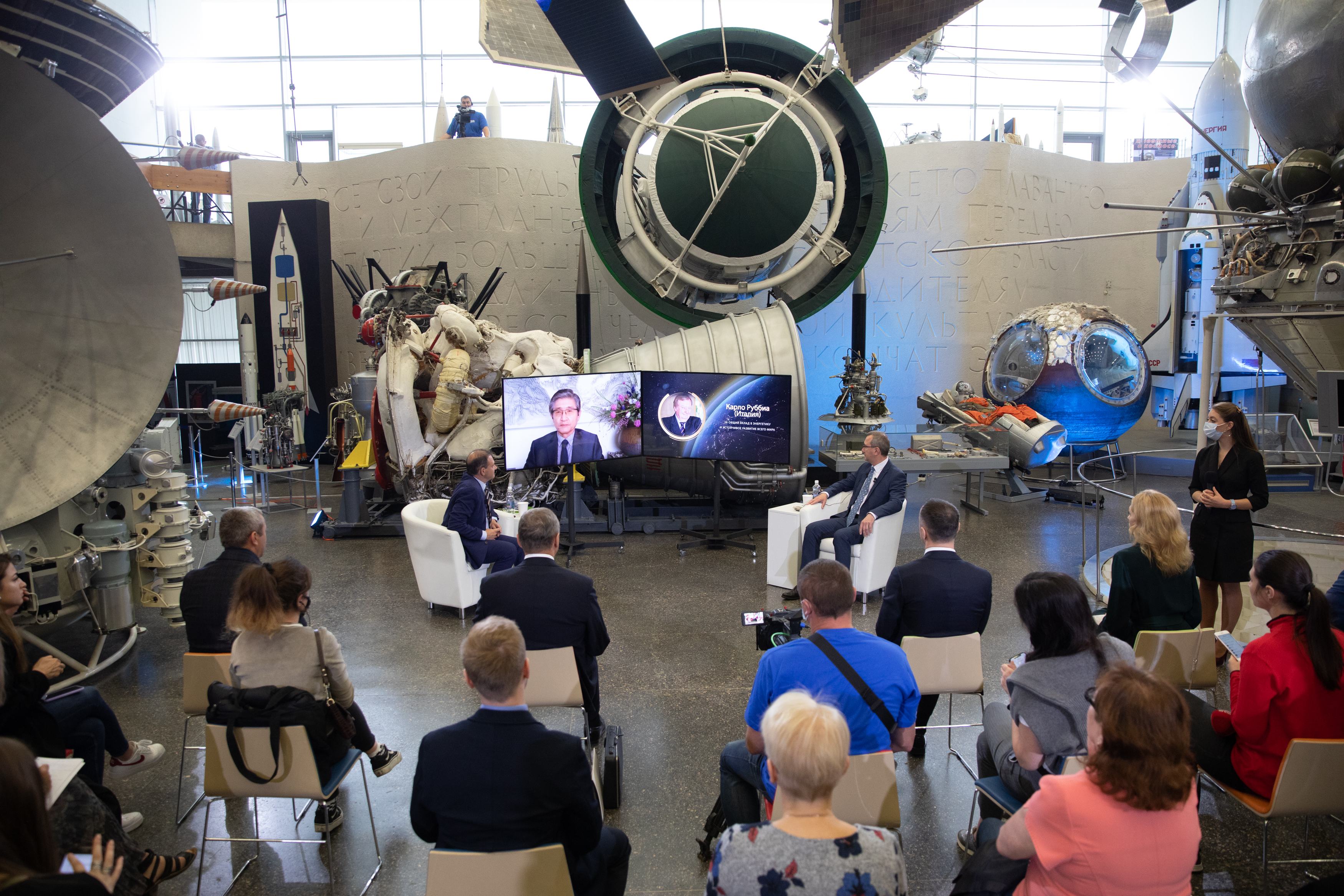
Объявление лауреатов премии-2020 в Государственном музее истории космонавтики имени К. Э. Циолковского в Калуге

### Особенности последних лет
В 2020 году ассоциация взяла курс на расширение географического присутствия. Это позволило установить новые рекорды по итогам номинационного цикла 2021 года. Впервые в лонг-листе представлены 36 стран, что в 3 раза больше, чем в 2019 г. (когда было 12 стран), и в 1,8 раза выше, чем в 2020 г. (20 стран). В список 2021 г. вошли учёные не только из Северной Америки, Западной Европы и Азии, но и из стран Восточной Европы — Венгрия и Латвия, с Ближнего Востока и из Африки — Алжир, Буркина-Фасо, Гана, Гамбия, Египет, Зимбабве, Иордания, Камерун, Мадасгаскар, Нигерия, Того, а из Латинской Америки — Мексика и Уругвай. Впервые в истории среди кандидатов — сразу четыре женщины: из Казахстана, Индии, Зимбабве и США.
В 2020 году обновился Наблюдательный совет ассоциации. В его состав вошли экс-президент Уругвая Хулио Мария Сангинетти Койроло и генеральный директор Ассоциации электроэнергетических предприятий Африки (Association of Power Utilities of Africa, APUA) Абель Дидье Телла. Новым президентом «Глобальной энергии» стал Сергей Брилёв. До этого ассоциацию возглавляли Игорь Лобовский (2003—2018) и Александр Игнатов (2018—2020).
С 2020 года церемония объявления лауреатов приобрела выездной формат и проходит в российских регионах (первой локацией стал Государственный музей истории космонавтики имени К. Э. Циолковского в Калуге). Мероприятие сопровождается телевизионной трансляцией.
Последние на данный момент лауреаты были объявлены в Волгограде 3 июля 2024 года: ими стали два учёных китайского происхождения (один из которых ныне работает в Китае, другой — в Великобритании), а также выходец из Пуэрто-Рико (работает в США). Награждение состоится в конце сентября 2024 года.

### Состав международного комитета

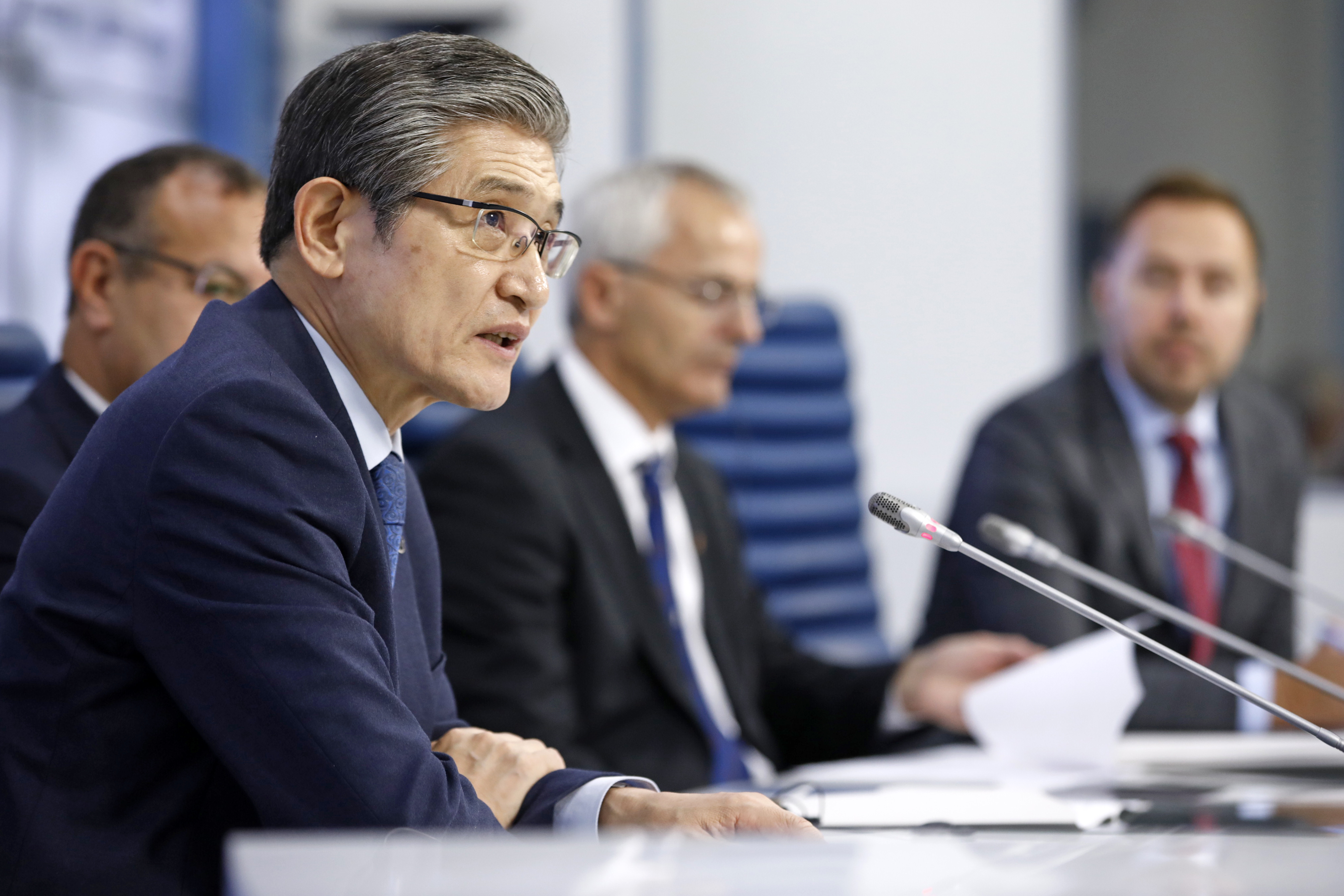
Председатель Международного комитета Рае Квон Чунг в 2019 г.

Международный комитет по присуждению премии «Глобальная энергия» определяет имена её лауреатов. В него входят:
- Рае Квон Чунг (Республика Корея) — член МГЭИК, почётный профессор Инчхонского университета;
- Аднан Амин (США) — старший научный сотрудник (Гарвардский университет), почётный директор Международного агентства по возобновляемым источникам энергии (IRENA);
- Томас Альберт Блис (США) — президент Научного совета по глобальным инициативам (SCGI);
- Марта Бониферт (Венгрия) — вице-президент Венгерского института директоров (IoD), член глобального консультативного совета Токийского университета;
- Фредерик Бордри (Швейцария) — директор Европейского Центра ядерных исследований (ЦЕРН) по ускорителям и технологиям;
- Уильям Янг Бьюн (Сингапур/Южная Корея/США) — управляющий директор Asia Renewables, глава Greenpower Fuels, директор Conchubar Infrastructure Fund, независимый директор НАО «Международный центр зелёных технологий и инвестиционных проектов»;
- Воропай Николай Иванович (Россия) — научный руководитель Института систем энергетики им. Л. А. Мелентьева, член-корреспондент РАН;
- Стивен Гриффитс (США/ОАЭ) — главный вице-президент по науке и технологиям Университета Халифа (Абу-Даби);
- Конторович, Алексей Эмильевич (Россия) — главный научный сотрудник лаборатории теоретических основ прогноза нефтегазоносности ИНГГ СО РАН, академик РАН;
- Кудрявцев Николай Николаевич (Россия) — независимый директор, Сбербанк;
- Дитрих Меллер (Германия) — консультант, Российско-немецкая торговая палата;
- Петреня Юрий Кириллович (Россия) — заведующий кафедрой «Энерго- и электромашиностроение», Санкт-Петербургский политехнический университет Петра Великого;
- Рогалев Николай Дмитриевич (Россия) — ректор НИУ «МЭИ»;
- Сяньшень Сан (Китай) — генеральный директор по сотрудничеству в энергетической отрасли, вице-президент Китайского совета по развитию международной торговли, почётный профессор университета Данди;
- Ли Сяо (Китай) — директор лаборатории прикладной сверхпроводимости Китайской академии наук, директор Междисциплинарного исследовательского центра Института электротехники Китайской академии наук;
- Нобуо Танака (Япония/США) — специальный советник Фонда мира Сасакава (ФМП); генеральный директор «Танака Глобал»;
- Дэвид Файман (Израиль) — заслуженный профессор Университета Бен-Гуриона.

### Состав наблюдательного совета

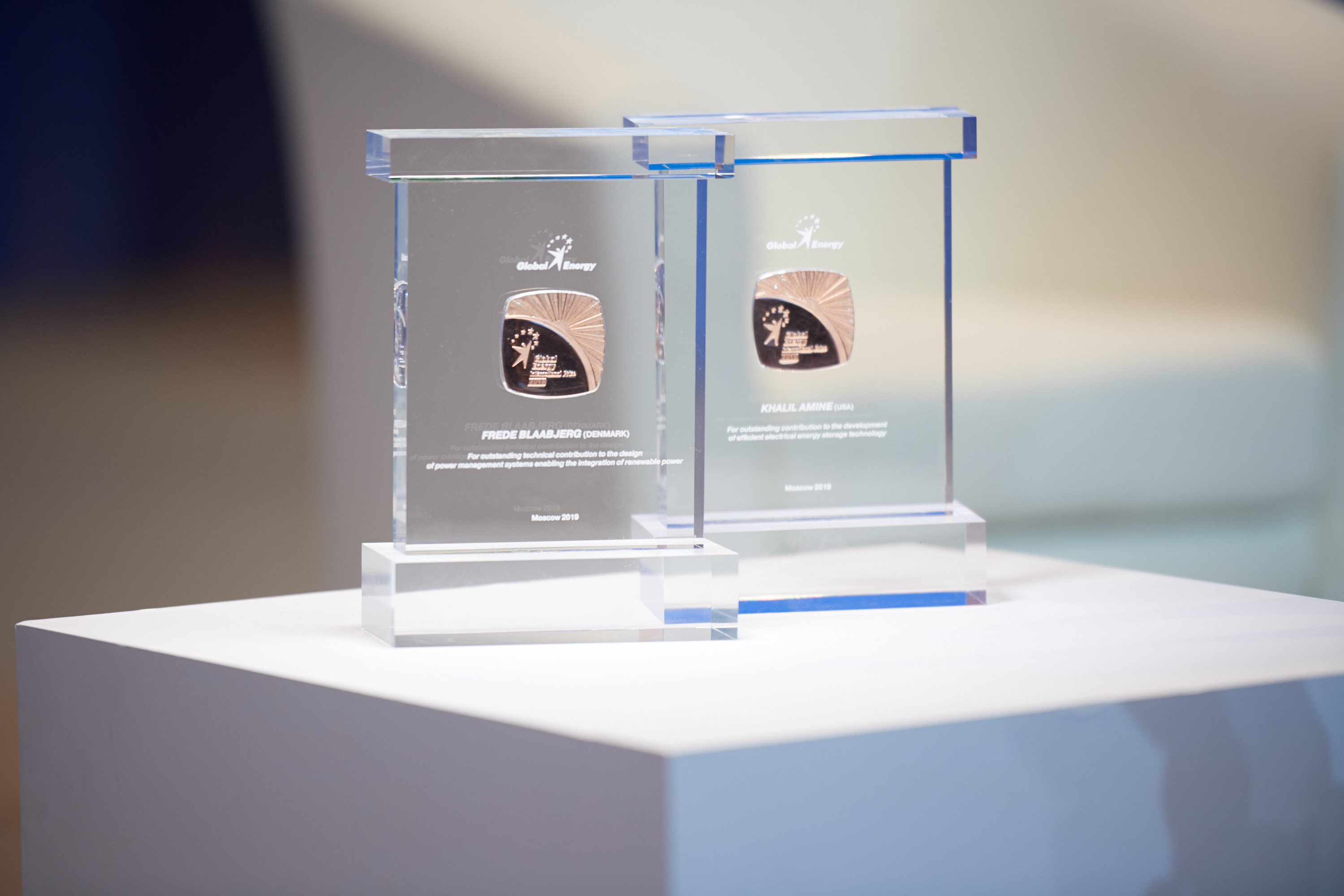
Статуэтки, вручаемые лауреатам (2019 г.)

Наблюдательный совет осуществляет контроль за деятельностью ассоциации «Глобальная энергия». В него входят:
- Бударгин, Олег Михайлович — председатель Наблюдательного совета, вице-председатель Мирового энергетического совета, вице-председатель Организации по развитию и сотрудничеству в области глобального объединения энергосистем (GEIDCO);
- Богданов, Владимир Леонидович — генеральный директор ОАО «Сургутнефтегаз»;
- Горбачёв, Михаил Сергеевич — президент Международного фонда социально-экономических и политологических исследований («Горбачёв-Фонд»);
- Гуцериев, Михаил Сафарбекович — председатель совета директоров ПАО НК «РуссНефть»;
- Дворкович, Аркадий Владимирович — сопредседатель фонда «Сколково»;
- Лихачёв, Алексей Евгеньевич — генеральный директор ГК «Росатом»;
- Миллер, Алексей Борисович — председатель правления ПАО «Газпром»;
- Муров, Андрей Евгеньевич — первый заместитель генерального директора — исполнительный директор ПАО «Россети»;
- Новак, Александр Валентинович — заместитель председателя Правительства Российской Федерации;
- Соломин, Вячеслав Алексеевич — исполнительный директор En+ Group;
- Абель Дидье Телла (Кот-Д'Ивуар) — генеральный директор Ассоциации электроэнергетических предприятий Африки;
- Хулио Мария Сангинетти Койроло (Уругвай) — экс-президент Уругвая, почётный доктор Бразильского университета, МГУ имени М. В. Ломоносова (Россия), Национального университета Асунсьона (Парагвай), Университета Малайи (Малайзия), Университета Генуи (Италия), Бухарестского университета (Румыния), Университета Росарио (Колумбия), Университета Аликанте (Испания).

### Круг задач ассоциации кроме премии
Оператор премии — ассоциация «Глобальная энергия» — помимо вручения премии «Глобальная энергия» занимается проведением тематических мероприятий, форумов, конференций и обучающих программ для молодых учёных с привлечением международных экспертов. Также ассоциация выпускает ежегодный доклад «10 прорывных идей в энергетике на следующие 10 лет».
В 2020 году ассоциация учредила новую награду именно для российских учёных за вклад в развитие энергетики России — «почётный диплом ассоциации». Первым новую награду получил академик РАН, доктор физико-математических наук профессор В. П. Маслов — «за фундаментальный научный вклад в обеспечение безопасности ядерной энергетики». Вторым обладателем почётного диплома (2021) стал И. В. Грехов, третьим (2022) — Ю. С. Васильев.
В 2022 году появился почётный диплом ассоциации для исследователей из развивающихся
стран Африки, Азии и Латинской Америки, вручаемый в целях поощрения их вклада в развитие региональной энергетической отрасли. На середину 2024 года такой диплом получили 7 специалистов.

## Список лауреатов премии «Глобальная энергия»
| Страна                             | Персона                                                     | Примечание |
| 2003                               |                                                             | |
| Флаг США                           | Ник Холоньяк                                                | почётный профессор Иллинойсского университета в Урбане-Шампейне |
| Флаг США                           | Ян Дуглас Смит (англ. Ian Douglas Smith)                    | главный управляющий и старший научный сотрудник компании Titan Pulse Sciences Division |
| Флаг России                        | Геннадий Месяц                                              | академик Российской академии наук (РАН), член Бюро отделения физических наук РАН (Москва); научный руководитель Института электрофизики УрО РАН, заведующий лабораторией физической электроники Института электрофизики УрО РАН |
| 2004                               |                                                             | |
| Флаг США                           | Леонард Дж. Кох (англ. Leonard J. Koch)                     | профессор, автор идей и решений в области безопасности ядерных реакторов |
| Флаг России                        | Александр Шейндлин                                          | академик Российской академии наук |
| Флаг России                        | Фёдор Митенков                                              | академик Российской академии наук |
| 2005                               |                                                             | |
| Флаг России                        | Жорес Алфёров                                               | лауреат Нобелевской премии, академик Российской академии наук |
| Флаг Австрии                       | Клаус Ридле (нем. Klaus Riedle)                             | почётный профессор Университета Эрлангена-Нюрнберга |
| 2006                               |                                                             | |
| Флаг России                        | Евгений Велихов                                             | академик РАН, научный руководитель факультета проблем физики и энергетики (ФПФЭ) МФТИ, заведующий кафедрой плазменной энергетики ФПФЭ МФТИ, почетный президент Российского научного центра «Курчатовский институт»              |
| Флаг Франции                       | Робер Эмар (фр. Robert Aymar)                               | учёный, исследователь в области управляемого термоядерного синтеза |
| Флаг Японии                        | Масадзи Ёсикава (англ. Masaji Yoshikawa)                    | учёный-исследователь, исследователь технологий удержания высокотемпературной плазмы на токамаках |
| 2007                               |                                                             | |
| Флаг Исландии                      | Торстейнн, Инги Сигфуссон (англ. Thorsteinn Ingi Sigfusson) | президент компании Icelandic New Energy Ltd. и председатель термоэлектрической компании Genery-Varmaraf Ltd. |
| Флаг Великобритании                | Джеффри Хьюитт (англ. Geoffrey Hewitt)                      | член Королевского общества Великобритании, Европейской академии наук и искусств и ряда других международных организаций |
| Флаг России                        | Владимир Накоряков                                          | ученый, исследователь гидродинамики и тепломассообменных процессов в области энергетических технологий |
| 2008                               |                                                             | |
| Флаг России                        | Эдуард Волков                                               | академик Российской академии наук, член отделения энергетики, машиностроения, механики и процессов управления РАН |
| Флаг Канады                        | Клемент Боуман (англ. Clement Bowman)                       | почётный доктор наук Технологического университета Онтарио |
| 2008 — вторая премия               |                                                             | |
| Флаг России                        | Олег Фаворский                                              | академик Российской академии наук, руководитель секции отделения энергетики, машиностроения, механики и процессов управления РАН                                                                                                |
| 2009                               |                                                             | |
| Флаг России                        | Алексей Конторович                                          | академик Российской академии наук, главный научный сотрудник лаборатории теоретических основ прогноза нефтегазоносности ИНГГ СО РАН                                                                                             |
| Флаг России                        | Николай Лавёров                                             | академик Российской академии наук |
| Флаг Великобритании                | Брайан Сполдинг                                             | доктор наук, исследователь процессов тепломассообмена в механике жидких сред |
| 2010                               |                                                             | |
| Флаг России                        | Александр Леонтьев                                          | академик Российской академии наук |
| Флаг Украины                       | Борис Патон                                                 | бывший президент Национальной академии наук Украины |
| 2011                               |                                                             | |
| Флаг России                        | Филипп Рутберг                                              | академик Российской академии наук |
| Флаг США                           | Артур Розенфельд                                            | профессор, член Национальной инженерной академии США |
| 2012                               |                                                             | |
| Флаг России                        | Борис Каторгин                                              | академик Российской академии наук, руководитель научно-образовательного центра «Энергофизические системы МАИ» |
| Флаг России                        | Валерий Костюк                                              | академик Российской академии наук |
| Флаг Великобритании                | Родней Джон Аллам                                           | профессор, партнер 8 Rivers Capital, LLC; член МГЭИК, лауреат Нобелевской премии мира 2007 года |
| 2013                               |                                                             | |
| Флаг России                        | Владимир Фортов                                             | академик Российской академии наук |
| Флаг Японии                        | Акира Ёсино                                                 | почётный член Корпорации Корпорация Asahi Kasei, президент Центра технологий и анализа литий-ионных аккумуляторов, лауреат Нобелевской премии по химии 2019 года                                                                |
| 2014                               |                                                             | |
| Флаг России                        | Ашот Саркисов                                               | советник РАН, член дирекции Института проблем безопасного развития атомной энергетики РАН |
| Флаг Швеции                        | Ларс Гуннар Ларссон (англ. Lars Gunnar Larsson)             | член Шведской королевской академии технических наук |
| 2015                               |                                                             | |
| Флаг США                           | Сюдзи Накамура                                              | профессор Калифорнийского университета в Санта-Барбаре |
| Флаг США                           | Джайянт Балига                                              | заслуженный профессор, директор Центра исследования силовых полупроводниковых приборов Университета штата Северная Каролина |
| 2016                               |                                                             | |
| Флаг России                        | Валентин Пармон                                             | академик Российской академии наук, председатель СО РАН |
| 2017                               |                                                             | |
| Флаг Швейцарии                     | Михаэль Гретцель                                            | глава лаборатории фотоники и интерфейсов Федеральной политехнической школы Лозанны |
| 2018                               |                                                             | |
| Флаг России                        | Алексеенко Сергей                                           | академик РАН, заведующий лабораторией тепломассопереноса Института теплофизики им. С. С. Кутателадзе СО РАН |
| Флаг Австралии                     | Мартин Грин (англ. Martin Green (professor))                | профессор Университета Нового Южного Уэльса, директор Австралийского центра солнечной энергетики |
| 2019                               |                                                             | |
| Флаг Дании                         | Фреде Блобьерг                                              | профессор силовой электроники, заведующий Центром силовой электроники Ольборгского университета |
| Флаг США                           | Халил Амин (англ. Khalil Amin)                              | заслуженный научный сотрудник, руководитель программы по развитию технологий аккумуляторных батарей Аргоннской национальной лаборатории                                                                                         |
| 2020                               |                                                             | |
| Флаг Греции                        | Николаос Хатциаргириу (англ. Nikolaos Hatziargiriou)        | профессор Национального технического университета Афин (НТУА) |
| Флаг США                           | Ян Пэйдун                                                   | директор Института энергетической нанонауки им. Кавли (ENSI), профессор Калифорнийского университета в Беркли |
| Флаг Италии                        | Карло Руббиа                                                | профессор Научного института Гран-Сассо, пожизненный сенатор Италии, лауреат Нобелевской премии по физике 1984 |
| 2021                               |                                                             | |
| Флаг России                        | Сулейман Аллахвердиев                                       | заведующий лабораторией управляемого фотосинтеза ИФР РАН |
| Флаг России                        | Зинфер Исмагилов                                            | академик Российской академии наук |
| Флаг США                           | И Цуй (англ. Yi Cui)                                        | директор Института энергетики им. Прекорта Стэнфордского университета |
| 2022                               |                                                             | |
| Флаг России                        | Виктор Орлов                                                | доктор физико-математических наук, главный специалист Центра инновационных технологий «Росатома» |
| Флаг США                           | Меркуриос Канадзидис                                        | профессор кафедры химии и профессор материаловедения Северо-Западного университета (США), старший научный сотрудник Аргоннской национальной лаборатории                                                                         |
| Флаг США                           | Каушик Раджашекара                                          | заслуженный профессор инженерии Хьюстонского университета |
| 2023                               |                                                             | |
| Флаг Китайской Народной Республики | Чжун Линь Ван                                               | научный сотрудник Шанхайского университета, физик, инженер, материаловед |
| Флаг Китайской Народной Республики | Жучжу Ван                                                   | профессор Шанхайского университета транспорта |
| 2024                               |                                                             | |
| Флаг Китайской Народной Республики | Мингао Оуян                                                 | профессор Университета Цинхуа |
| Флаг Великобритании                | Цзы-Цян Чжу                                                 | профессор Шеффилдского университета |
| Флаг США                           | Эктор Абрунья                                               | профессор химии Корнеллского университета |